# Lilia
Lilia is een geslacht van wantsen uit de familie bloemwantsen (Anthocoridae). Het geslacht werd voor het eerst wetenschappelijk beschreven door White in 1879.

## Soorten
Het genus bevat de volgende soort:

- Lilia dilecta White, 1879